# Дівітіак (вождь свессіонів)
Дівітіак — наймогутніший кельтський вождь північної Галлії, мав також володіння на півдні Британії. Отримав від Гая Юлія Цезаря прізвисько Гальба (з кельт. «жир», «сало»).

## Життєпис
Щодо життя Дівітіака точних відомостей немає. Відомо лише, що молоді роки він провів у Британії, ймовірно як керівник підвладної його батькові області. У 60-х роках до н. е. Дівітіак стає вождем свого племені свессіонів (в районі сучасного міста Суасона). З появою у Галлії Цезаря Дівітіак очолив боротьбу усіх белгських племен проти римлян. Втім Гай Цезар, застосовуючи принцип «Поділяй та владарюй», зміг перетягти на свій бік значну частини північнокельтських племен. У свою чергу, маючи потужне військо, Дівітіак намагався скидати проримсько налаштованих вождів й залучати вояків їх племен до своєї армії, як це відбулося з вождем сенонів Каваріном.
Вирішальна битва відбулася у 57 році до н. е. при Аксоні. У цій битві Дівітіак зазнав нищівної поразки й загинув. Після цього усі белги підкорилися римським завойовникам.